# Gustav Abel (Landrat)
Gustav Abel (* 9. September 1869 in Friedrichshafen; † 23. Dezember 1939 in Ravensburg) war ein württembergischer Oberamtmann und Landrat.

## Leben und Werk
Der Sohn eines Gymnasialprofessors legte 1895 und 1897 die höhere Verwaltungsdienstprüfungen ab. Er war Mitglied der Landsmannschaft Ulmia Tübingen. Seine berufliche Laufbahn begann er 1897 als Angestellter beim Allgemeinen Deutschen Versicherungsverein in Stuttgart und 1899 bei der Heilanstalt Weißenau. 1901 trat er in die württembergische Innenverwaltung ein und wurde 1905 Amtmann beim Oberamt Nürtingen und 1907 beim Oberamt Geislingen. 1919 übertrug man ihm die Leitung des Oberamts Waldsee, zunächst als Amtsverweser und ab 1921 als Oberamtmann. 1928 änderte sich seine Dienstbezeichnung in Landrat. Zum 31. März 1932 erfolgte auf Antrag seine vorzeitige Zurruhesetzung.  